# باولو رينك
باولو رينك مواليد 21 فبراير 1973 في البرازيل، هو لاعب كرة قدم برازيلي المولد ألماني دولي سابق كان يلعب كمهاجم. وكان رينك، الذي هاجر جده الكبير من هايدلبرغ إلى البرازيل في عام 1904، قد تجنس كمواطن ألماني ثم استدعي بعد ذلك للمنتخب الوطني الألماني من قبل المدرب آنذاك بيرتي فوغتس في سبتمبر 1998.

## المسيرة الاحترافية

### أندية لعب لها
- أتلتيكو باراناينسي
- باير 04 ليفركوزن
- نادي نورنبرغ
- إنيرجي كوتبوس
- أولمبياكوس نيقوسيا
- نادي فيتيس آرنهم
- جونبك هيونداي موتورز